# جان کوپر (نظامی)
جان کوپر (انگلیسی: John Cooper؛ زادهٔ ۱۷ فوریهٔ ۱۹۵۵) فرد نظامی اهل بریتانیا است. وی همچنین برندهٔ جوایزی همچون نشان ستاره برنزی شده‌است.